# Landschaftsschutzgebiet Feldgehölz in Ardorf (LSG WTM 00009)
Das Landschaftsschutzgebiet Feldgehölz in Ardorf ist ein Landschaftsschutzgebiet im Landkreis Wittmund des Bundeslandes Niedersachsen. Es trägt die Nummer LSG WTM 00009. Als untere Naturschutzbehörde ist der Landkreis Wittmund für das Gebiet zuständig.

## Beschreibung des Gebiets
Das 1941 ausgewiesene Landschaftsschutzgebiet umfasst eine Fläche von 0,009 Quadratkilometern und liegt nördlich des Utarper Weges nordöstlich des Ortskerns von Ardorf, einem Stadtteil von Wittmund.

## Schutzzweck
Genereller Schutzzweck ist der „Erhalt und Entwicklung einer naturnahen, artenreichen Waldparzelle insbesondere für den Vogelschutz“. Dies will der Landkreis durch eine Überarbeitung der Schutzgebietsverordnung, Entwicklung der Randbereiche (Waldmantel) erreichen. Zudem schlägt der Landkreis eine Unterschutzstellung als Geschützter Landschaftsbestandteil vor, um den Schutz ausreichend zu sichern.